# Giuseppe Giacinto Moris
Giuseppe Giacinto Moris foi um médico, botânico, briólogo, algólogo italiano.
Obteve o seu diploma em medicina na Universidade de Turim, em 1815. Foi aluno de Giovanni Battista Balbis.
Em 1822 muda-se para Cagliari como Professor de Clínica Médica.
Em 1829 regressou a Turim como Professor de Medicina e em 1831 foi nomeado Director do Jardim Botânico de Turim, cargo que ocupou até 1869, ano da sua morte. 
Ocupou inúmeras cargos em sociedades científicas como a "Academia de Ciências de Turim" e a "Academia de Agricultura", da qual foi vice-presidente de 1836 até 1838. Foi membro da Société Botanique de France, director da "Escola de Farmácia", presidente do" Conselho de Instrução Pública". Foi nomeado Senador do Reino, Grande Oficial da Ordem de São Maurício e Cavaleiro da Ordem de Mérito Civil de Sabóia.

## Obras
- 1827. Stirpium sardoarum elenchus. 98 pp.ler
- 1832. Florula Caprariae siue enumeratio plantarum in insula Capraria vel sponte nascentium, vel ad utilitatem latius excultarum. 244 pp.ler
- 1833. Illustrationes Rariorum Stirpium Horti Botanici R. Univ. Taur. 26 pp.
- ugolino Martelli, giuseppe giacinto Moris. 1896. Monocotyledones Sardoae, sive, Ad Floram Sardoam Josephi Hyacinthi Moris: continuatio. Ed. Tipografia Luigi Niccolai. 154 pp. 2ª ed. 1904
- 1834. Plantae Chilenses novae minusve cognitae
- 1835. Plantae novae aut minus cognitae. 2ª ed. 1839
- -----, giuseppe de Notaris. 1839. Florula caprariae sive enarratio plantarum in insula Caprariae vel sponte nascentium ...
- 1859. Flora sardoa: seu historia plantarum: in Sardinia et Adjacentibus insulis vel sponte... Ed. ex Regio Typographeo. 114 pp.
- 1860. Enumeratio Seminum Horti Regii Botanici Taurinensis an. 1885. Ed. ex Thypographia Regia. 33 pp.
- patrizio Gennari, giuseppe giacinto Moris. 1866. Specie e varietà più rimarchevoli e nuove da aggiungersi alla Flora Sarda. Ed. Tip. del Corrière di Sardegna. 32 pp.